# Yukon Vengeance
Yukon Vengeance è un film del 1954 diretto da William Beaudine.
È un western statunitense ambientato nel Québec, in Canada con Kirby Grant e Monte Hale. Fa parte della serie di film con Kirby Grant e il suo cane Chinook.

## Produzione
Il film, diretto da William Beaudine su una sceneggiatura di William Raynor e un soggetto di James Oliver Curwood, fu prodotto da William F. Broidy tramite la William F. Broidy Pictures Corporation e girato a Big Bear Lake e nei pressi del Cedar Lake (Big Bear Valley, San Bernardino National Forest), in California, dal settembre 1953.

## Distribuzione
Il film fu distribuito negli Stati Uniti dal 17 gennaio 1954 al cinema dalla Allied Artists Pictures.

## Promozione
La tagline è: CLAW and FANG in Savage Death Struggle!.